# Chromoptilia multiguttata
Chromoptilia multiguttata är en skalbaggsart som beskrevs av Leon Fairmaire 1902. Chromoptilia multiguttata ingår i släktet Chromoptilia och familjen Cetoniidae. Inga underarter finns listade i Catalogue of Life.